# Gnadenbild Maria Plain

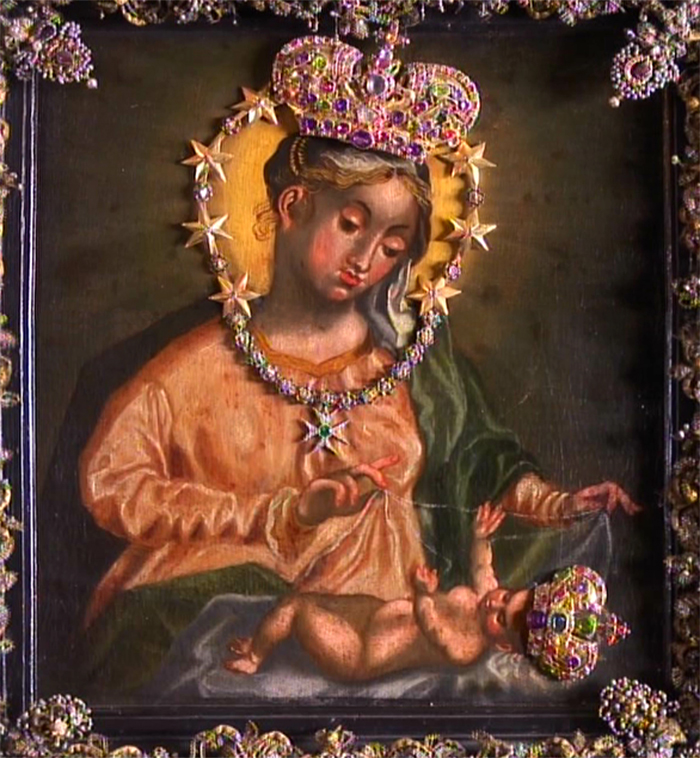
Gnadenbild Maria Plain

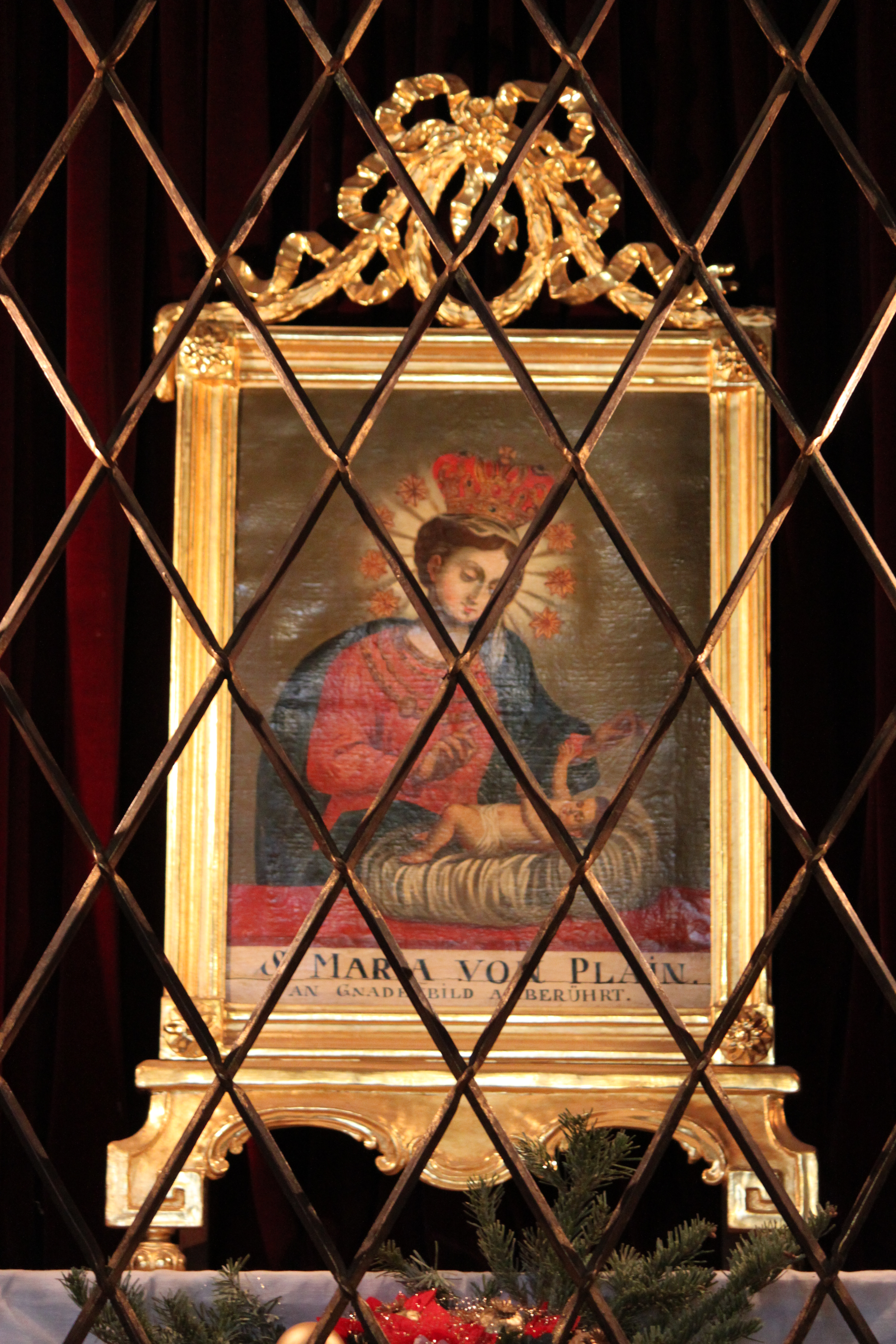
Abbild in der Bürgerspitalkirche in Salzburg

Das Gnadenbild Maria Plain, ein sogenanntes Maria-Trost-Bild, ist das Gnadenbild der Wallfahrtskirche auf dem Plainberg in der Gemeinde Bergheim im Bundesland Salzburg. Es stammt aus der Stadt Regen, seine ihm nachgesagten Gebetserhörungen führten zur Gründung der Wallfahrtsorte Maria Plain und Maria Trost oberhalb Nesselwang. Insgesamt sind vier sich ähnelnde Maria-Trost-Bilder überliefert.

## Urbild
Das Urbild, von einem unbekannten Maler geschaffen, blieb während des Dreißigjährigen Krieges bei einem Brand der Stadt Regen in Niederbayern im Jahr 1633 wundersam verschont. Die Freifrau Argula von Grimming, Frau des höchsten Pflegschaftsbeamten in Regen, tauschte das verrusste Gemälde ein und ließ es in ihrer Schlosskapelle aufstellen. Nach ihrem Tod erbte ihr Sohn Rudolph von Grimming das sog. Maria-Trost-Bild, der es anfangs nach Salzburg auf seinen Edelsitz Müllegg brachte, dann aber 1652 auf dem Plainberg öffentlich aufstellte, was zur Verehrung desselben führte. In Folge wurde von Johann Franz Pereth eine Kopie des Bildes hergestellt, welches auf dem Plainberg verblieb, während Rudolph von Grimming das originale Bild auf Reisen und im Zuge einer Wallfahrt nach Einsiedeln mitnahm. 1658 gelangte das Original bei einem Umzug der Grimmings zuerst nach Nesselwang, dann wurde es auf einer Almwiese aufgestellt und verehrt, auf der sich in Folge die Wallfahrtsstätte Maria Trost entwickelte. Von 1665 bis 1676 befand es sich anschließend im bischöflichen Ordinariat in Salzburg. In den Jahren 1671–1673 ließ Erzbischof Max Gandolf von Kuenburg die heutige Kirche erbauen. Das Urbild aus dem frühen 17. Jahrhundert wurde nun zuerst als Kopie, und 1732 als Original auf dem Hochaltar der Wallfahrtskirche aufgestellt. 
Der Rahmen des Bildes stammt aus dem Jahre 1679, er wurde 1732 mit einem Strahlenkranz versehen und 1751 mit Rocaillen und einer Krone verziert. Im Österreichischen Erbfolgekrieg (1740–1748) waren viele Menschen, aus Angst vor den drohenden kriegerischen Auseinandersetzungen, nach Maria Plain gepilgert. Als Salzburg vor den Folgen der Kriegswirren verschont blieb, veranlasste das Salzburger Domkapitel 1751 die Krönung des Kultgegenstandes, die Andreas Jakob von Dietrichstein vornahm. Unter dem Bild ist ein silbergetriebenes Wappen des Erzbischofes Max Gandolph. In späterer Zeit erhielt das Gnadenbild die Bezeichnung Gnadenbild Maria Trost. In der Schatzkammer des Superioratsgebäudes von Maria Plain befindet sich eine Kopie des Gnadenbildes vom Maler Christian Zach aus dem Jahr 1657.
Das Gnadenbild ist ein Kniestück einer sitzenden gekrönten hl. Maria, die mit beiden Händen eine Windel hält, auf der das nackte gekrönte Kind nach links auf ihrem Schoß liegt und die Hände nach der Mutter ausstreckt, [wobei sich] 7 Sterne um das Haupt der hl. Maria [befinden]. 1787 wurde von Hieronymus Colloredo die Abnahme der Kronen verlangt, aber durch das Argument, dass nur er als Bischof diese entfernen dürfe, weil ein Bischof selber diese 1751 montiert hätte, konnte die Abnahme verhindert werden.

## Abbilder des Urbildes
- Altarbild in der Antoniuskapelle in Hinterstein, Markt Bad Hindelang[5]
- in einem Bildstock in Maria Plain, an der Gabelung Plainbergweg Grabenbauernweg, Inschrift 1738, erneuert[2] (siehe Geheimnissäulen auf dem Weg nach Maria Plain)
- im Bildstock Drei-Brüder-Kapelle in Elixhausen
- Altar mit Abbild in der Bürgerspitalkirche St. Blasius in Salzburg
- als Fresko aus 1925 von Anton Faistauer am Kolleg St. Benedikt in Salzburg
- in einem der Oratorien der Erhardkirche in Salzburg
- als Motiv einer von der Österreichischen Post am 18. November 2011 herausgegebenen Sondermarke